# Byron Kennedy
Byron Eric Kennedy, född 18 augusti 1949 i Melbourne, Victoria, Australien, död 17 juli 1983 vid Warragamba Dam, New South Wales, var en australisk filmproducent känd för att tillsammans med George Miller skapat filmserien Mad Max. 
Han omkom 1983 vid 33 års ålder i en helikopterkrasch.